# Arbeitsgemeinschaft Behinderung und Medien

Logo

Die Arbeitsgemeinschaft Behinderung und Medien (Eigenschreibweise: abm – arbeitsgemeinschaft behinderung und medien e. V., anfangs: Arbeitsgemeinschaft Behinderte in den Medien e. V.) ist ein 1983 auf Anregung der Bayerischen Staatsregierung gegründeter Verein, der Menschen mit einer Behinderung und ihren Interessenvertretungen Zugang zu den Neuen Medien erschließen soll. Es gibt zwölf Mitgliedsinstitutionen.

## Entwicklung
Im September 1984 begann die Fernsehtätigkeit mit der Ausstrahlung eines regelmäßigen Informationsprogramms für behinderte Zuschauer und ihre Angehörigen im Münchner Kabelpilotprojekt. Das Ziel der Sendungen ist es, Menschen mit einer Behinderung zu motivieren, nach ihren jeweiligen Voraussetzungen aktiv am gesellschaftlichen Leben teilzunehmen. Aktuell gestaltet der Verein regelmäßige Sendungen und Reihen auf kabel eins, 3sat, Sport1, Münchener Lokalsendern sowie auf IN TV.
1987 wurde die zweite Abteilung Videothek für Hörgeschädigte gegründet. Aufgabe dieser Einrichtung ist es, Gehörlosen und Schwerhörigen ein adäquates Angebot an untertitelten Spiel-, Unterhaltungs- und Dokumentarfilmen zur Verfügung zu stellen.
Als dritte Abteilung entwickelte sich das Filmbüro „Wie wir leben“ mit einer deutschlandweit einzigartigen und umfassenden Filmdatenbank. Diese Institution dient der Kontaktvermittlung zwischen Filmproduzenten und Betroffenen sowie deren Interessenvertretungen. Ihre weiteren Aufgaben sind die Verbreitung spezifischer Filme zur Behindertenproblematik sowie die Fortbildungsarbeit von Behindertenselbsthilfegruppen und -verbänden im audiovisuellen Bereich. Unterstützend wirkt das Filmbüro auch an Behindertenfilmfestivals im In- und Ausland mit.
Alle zwei Jahre veranstaltet das internationale Filmfestival „Wie wir leben!“ im Münchner Filmmuseum. Vier Tage lang werden Kurzfilme aus aller Welt gezeigt. Die Filmemacher werden nach München eingeladen, so dass zahlreiche Gespräche mit dem Publikum möglich sind. Das bayernweite Projekt Objektiv – Behinderung, Medien und Schule ist eine weitere wichtige Abteilung des Filmbüros.
Das neueste Projekt ist klartext. Die Redakteure schreiben Texte und übersetzen Internetseiten in Leichte Sprache. Leichte Sprache ist  besonders klares und gut verständliches Deutsch, kurz und direkt. Inhaltliche, sprachliche und graphische Barrieren des Internets werden so abgebaut. Das Angebot richtet sich vor allem an Menschen mit Lernschwierigkeiten und Sprachdefiziten. Denn viele Internetseiten sind für Menschen mit Lernschwierigkeiten oft schwer verständlich und unübersichtlich gestaltet.
Alle Texte auf der Webseite können über ein Audioprogramm auch gehört werden. Ein Online-Wörterbuch erklärt schwierige Begriffe. Ausgewählte Texte sind zudem in Gebärdensprache zu sehen, als Video-Stream. klartext untertitelt auch die gesprochenen Texte der Fernsehbeiträge der abm. Gefördert wird das Projekt vom Bayerischen Sozialministerium.
Der Vorsitzende ist Peter Radtke.

## Mitglieder
- Bayerische Landesschule für Körperbehinderte
- Bayerischer Blinden- und Sehbehindertenbund
- Blindeninstitutsstiftung Würzburg
- Gehörlosenverband München und Umland e.V.
- Heilpädagogisches Centrum Augustinum
- Landesarbeitsgemeinschaft SELBSTHILFE von Menschen mit Behinderung und chronischer Erkrankung und ihrer Angehörigen in Bayern e.V.
- Lebenshilfe für Menschen mit geistiger Behinderung – Landesverband Bayern
- Landesverband Bayern der Gehörlosen e. V.
- Landesverband Bayern für körper- und mehrfachbehinderte Menschen (im Bundesverband für körper- und mehrfachbehinderte Menschen)
- Münchner Volkshochschule GmbH
- Sozialverband VdK Bayern (im Sozialverband VdK Deutschland)
- Stiftung Pfennigparade[1]